# Período helenístico

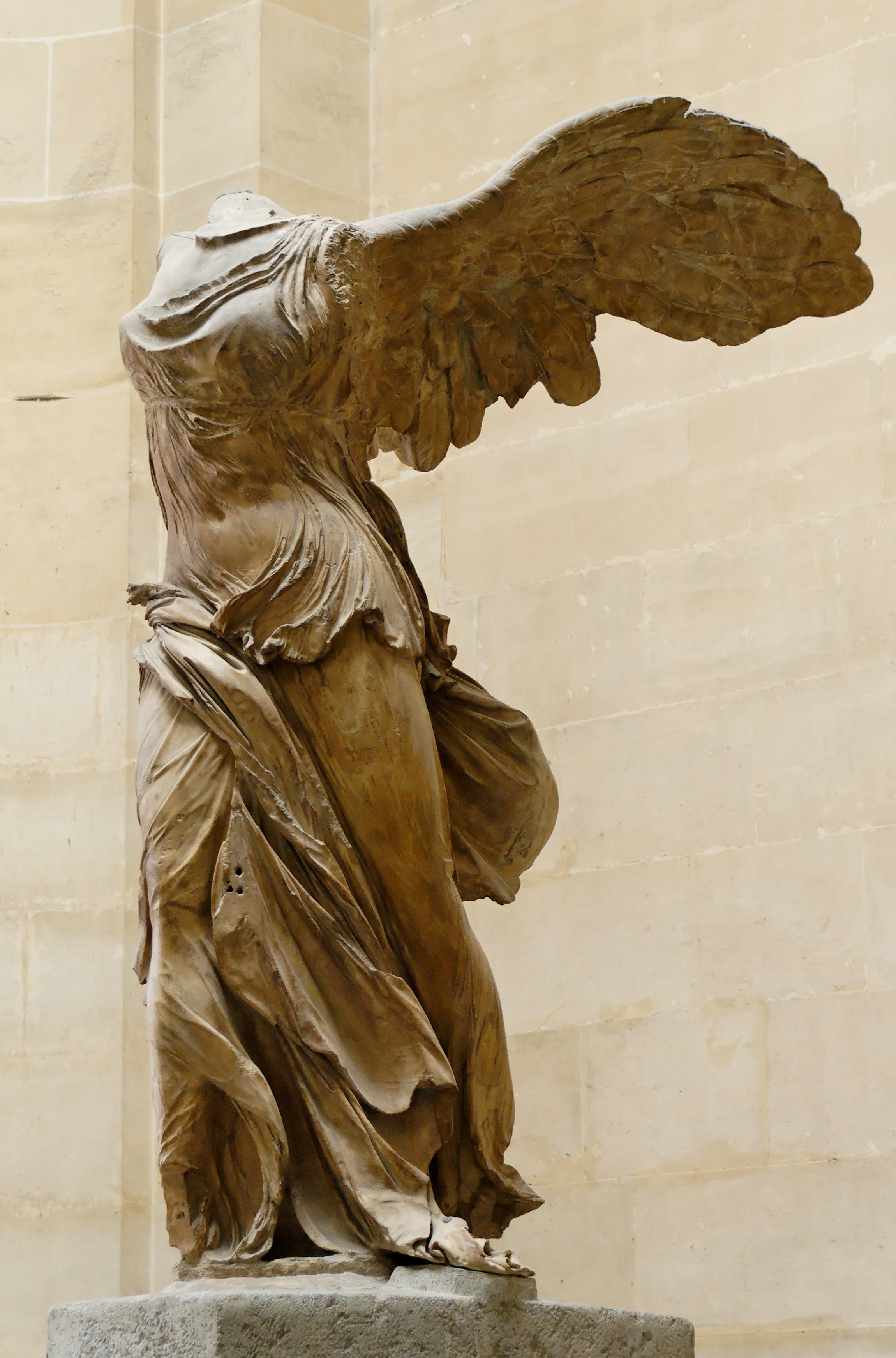
A Vitória de Samotrácia é considerada a obra-prima simbólica da arte helenística.

Diádocos
Reino de Ptolemeu
Reino de Cassandro
Reino de Lisímaco
Reino de Seleuco
Epiro
Outros
Cartago
Roma
Colónias gregas

O período helenístico  refere-se ao período da história da Grécia e de parte do Oriente Médio compreendido entre a morte de Alexandre o Grande em 323 a.C. e a anexação da península grega e ilhas por Roma em 146 a.C. o nascimento formal do Império Romano com a morte de Cleópatra e a anexação do último reino helenístico, o Reino Ptolemaico do Egito, em 30 a.C, com Otaviano vitorioso em Áccio em 31 a.C.
Caracterizou-se pela difusão da civilização grega numa vasta área que se estendia do mar Mediterrâneo oriental à Ásia Central. De modo geral, o helenismo foi a concretização de um ideal de Alexandre: o de levar e difundir a cultura grega aos territórios que conquistava. Foi neste período que as ciências particulares tiveram seu primeiro e grande desenvolvimento. Foi o tempo de Euclides e Arquimedes. O helenismo marcou um período de transição para o domínio e apogeu de Roma.
Durante o período helenista, foram fundadas várias cidades de cultura grega, entre elas Alexandria e Antioquia, capitais do Egipto ptolemaico e do Império Selêucida, respectivamente. O Helenismo, também conhecido por Era Helenística, é assim designado porque o seu traço característico é a disseminação da Civilização Grega ou «Helénica» por grande parte do Mundo mediterrânico, euroasiático e oriental, e a sua fusão com as culturas da Ásia Menor, Ásia Central, Síria e Fenícia, Norte de África, Mesopotâmia, Irão e Índia, com o consequente nascimento de uma civilização, denominada "Helenística", que foi modelo para outras culturas em relação à filosofia, economia, religião, ciência e arte. Por ter começado a partir do nascimento dos Impérios de Alexandre, é também chamada de era Alexandrina.
Geograficamente, o mundo helenístico incluía uma vasta área que ia desde a Sicília e sul de Itália (Magna Graecia) até à Índia (Reino Indo-Grego ) e Mar Negro (Reino do Bósforo Cimério) até ao Egipto, áreas em que uma versão da língua grega antiga, o koinè, se tornou a língua franca da política, economia e cultura. A cultura helenística fundiu-se com a cultura romana e continuou a existir mesmo após o nascimento do império. Em particular, após a conquista macedónica do Império Persa, surgiram reinos helenísticos no Oriente Próximo (Império Selêucida, Reino de Pérgamo etc.), Nordeste de África (Egipto ptolemaico) e Sul da Ásia (Reino Greco-Bactriano, Reino Indo-Grego).

## História

O império de Alexandre, o Grande

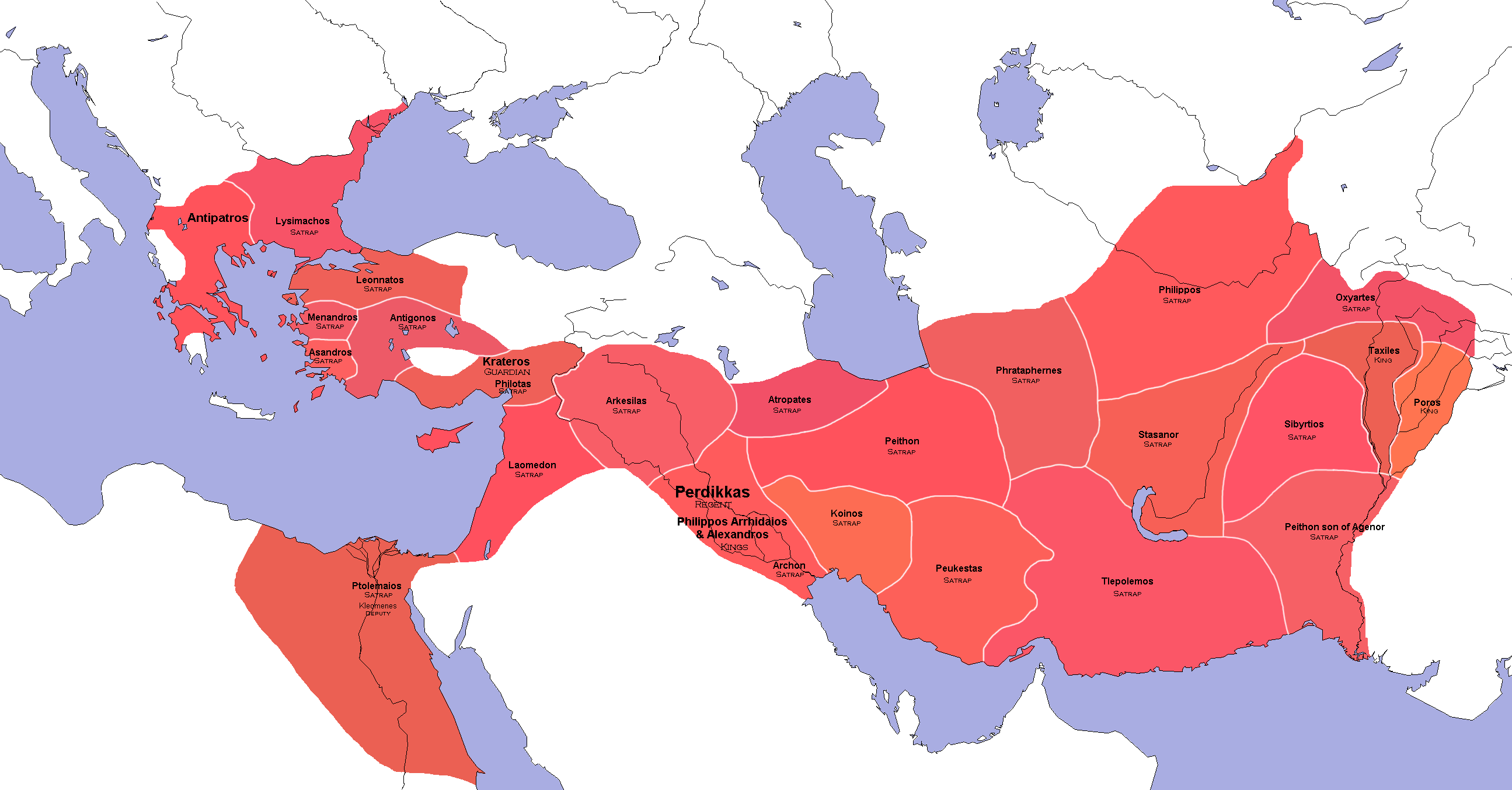
Distribuição das satrapias no império, 323 a.C.

Em 336 a.C., Alexandre o Grande, filho de Filipe II tornou-se rei da Macedônia e dois anos depois senhor de toda a Grécia. Durante o seu curto reinado de treze anos (de 336 até 323 a.C.) Alexandre realizou a conquista de territórios mais rápida e espectacular da Antiguidade.
Procurando realizar o sonho do seu pai, Alexandre lançou à conquista do Império Persa de Dario III, que na época governava praticamente todo o Médio Oriente. Bastariam quatro anos e três batalhas (Granico, Isso e Gaugamela) para derrotar o soberano e destruir o Estado aquemênida. Os três anos que se seguiram, até 327 a.C., foram dedicados à conquista das províncias da Ásia Central denominadas satrapias. Por volta de 325 a.C., Alexandre já se achava no Vale do Indo. Segundo o que se pensa, o macedônio pretendia ir até o Ganges, mas seus soldados recusaram-se a avançar mais, sendo Alexandre forçado a ordenar o regresso.
Alexandre associou as antigas classes indigentes do Império Aquemênida à estrutura de governo do seu império. Pretendia assim criar um grande estado multiétnico, onde a herança grega e macedônia coexistiria com a herança persa e asiática. A morte prematura do rei, aos trinta e três anos, deu por terminado este original projeto, na época criticado por macedônios e gregos.

### O período dos diádocos
A morte prematura de Alexandre o Grande aos 33 anos, ainda longe de sua capital, não deixou definida a questão da sua sucessão. Entre os generais de Alexandre — os diádocos — esboçaram-se duas tendências: uma que desejava manter a unidade do império (em memória de Alexandre e da sua família) e outra que pretendia dividi-lo. Nas quatro décadas seguintes, entre 323 a.C. e 280 a.C., os generais de Alexandre enfrentaram-se em lutas que visavam afirmar diferentes objetivos.
Filipe Arrideu, um meio-irmão de Alexandre que sofria de problemas mentais, e Alexandre IV, filho de Alexandre e de Roxana nascido já depois da morte do pai, em agosto de 323 a.C., foram proclamados reis, mas não passaram de figuras efêmeras que acabaram  assassinadas. Perdicas foi nomeado regente do império, mas foi assassinado em 321 a.C. O exército elegeu então Antípatro, que tinha sido nomeado por Alexandre como administrador da Macedônia e da Grécia, como novo regente. Antípatro morreu em 319 a.C. tendo nomeado como sucessor não o seu filho Cassandro, mas Poliperconte, que acabaria derrubado por Cassandro.
Cassandro, Ptolemeu e Lisímaco decidiram formar uma aliança para derrotar Antígono, lutando contra este durante quatro anos, entre 315 a.C. e 311 a.C., mas sem resultados práticos. Em 311 a.C., estes líderes decidiram dividir o império: Cassandro tornou-se estratego da Europa, Lisímaco governador da Trácia e Antígono tornou-se senhor de toda a Ásia; no acordo não participou Seleuco, que já governava uma parte da Ásia.
Antígono e o seu filho Demétrio Poliorcertes conseguiram consolidar o seu poder. Eliminados os familiares de Alexandre, os diádocos começam a declarar-se reis. O primeiro foi Antígono junto com o seu filho em 306 a.C.
Com o objetivo de derrotarem Antígono, Cassandro formou uma coligação com Lisímaco, Selêuco e Ptolomeu, cujo ponto de confronto foi a Batalha de Ipso em 301 a.C., na qual Antígono morreu. O seu filho Demétrio conseguiu escapar, mantendo o domínio sobre Tiro e Sidom. Ocorreu então uma nova divisão dos territórios: Lisímaco tomou partes consideráveis da Ásia Menor, Selêuco da Síria e da Mesopotâmia e Cassandro, da Macedônia e da Grécia.
Em 297 a.C., Cassandro morreu. Demétrio aproveitou a ocasião para conquistar a Macedônia em 294 a.C., mas foi expulso por Lisímaco, que havia se aliado ao rei Pirro de Epiro. Demétrio adoeceu e entregou-se a Seleuco, vindo a falecer. O fim deste período conturbado aproximou-se com a derrota de Lisímaco para Seleuco, em 281 a.C., em Curopédio; Seleuco seria por sua vez assassinado por um filho de Ptolemeu I, Ptolemeu Cerauno.
Por esta altura verificou-se também a invasão dos Gauleses, que contribuiu para acentuar o caos. Em 277 a.C., estes foram derrotados em Lisimaquia. O perigo que a invasão representava fez com que Antígono Gónatas (neto de Antígono Monoftalmo) e Antíoco (filho de Selêuco) estabelecessem um pacto através do qual cada um se comprometia a não se envolver na área de influência do outro.

### Equilíbrio

Planta do Santuário dos Grandes Deuses de Samotrácia. A estátua ficava no número 9.

Por volta de 270 a.C., a tríplice divisão do império foi aceita de forma definitiva: os Ptolomeus governavam o Egito (dinastia dos Lágidas), Antíoco ficou com a Síria e a Pérsia (dinastia dos Selêucidas) e Antígono Gónatas dominou as regiões europeias (dinastia antigônida).
Antígono Gónatas controlou a Grécia, depois de ter derrotado, na guerra de Cremónida, uma coligação entre Esparta, Atenas e o Egito. Foi sucedido pelo seu sobrinho Antígono Dóson.
O Império Selêucida teve como a sua primeira capital a cidade da Babilônia, conquistada em outubro de 312 a.C. por Seleuco I Nicátor. Este rei viria a criar uma nova capital, Selêucia do Tigre, situada a cerca de 60 quilômetros a norte da Babilônia. Em 300 a.C., o rei Antíoco fundou uma cidade nas margens do rio Orontes, na Antioquia.
A partir do reino selêucida, nasceu outro, o reino de Pérgamo, cujo governador, Eumenes (263 a.C.- 241 a.C.) derrotou Antíoco I em Sardes no ano de 262 a.C., obrigando-o desta forma a reconhecer a sua independência. O sucessor de Eumenes, Átalo (241 a.C.-197 a.C.), derrotou os Gauleses (ou Gálatas, como eram denominados pelos autores gregos estes descendentes dos Gauleses que se tinham fixado na Ásia Menor). Com esta vitória, atribuiu-se-lhe o título de rei e expandiu o seu território na Ásia Menor à custa dos Selêucidas.
Devido à sua grande extensão territorial, o reino selêucida rapidamente acabou por se desmembrar, ficando em pouco tempo reduzido à região da Síria. A planície do Indo separou-se sob pressão da dinastia máuria e mais tarde foi a vez do Irão Central, onde nasceu a dinastia local dos Partos Arsácidas.

### Declínio
Os reinos helenísticos acabaram por ser progressivamente integrados naquilo que tornou-se depois o Império Romano, através da conquista ou por doação. Pérgamo tornou-se, em 200 a.C., o primeiro aliado dos Romanos na Ásia; quando o rei Átalo III morreu em 133 a.C., o reino foi integrado a Roma, segundo a vontade expressa no próprio testamento real. A Ásia Menor mergulhou na confusão, sacudida com a tentativa de Aristonicos (Euménio III) de impedir a anexação romana.
O penúltimo rei da dinastia dos Antígonas, Filipe V, cometeu o erro de aliar-se ao cartaginense Aníbal na contenda contra Roma, sendo derrotado na Batalha de Cinoscéfalos pelos Romanos em 197 a.C.. O seu filho, Perseu, perdeu a Batalha de Pidna (168 a.C.) que visava desforrar a derrota do seu pai, levando ao desaparecimento da dinastia.
Roma não estava disposta a suportar qualquer renascimento macedônio e suprimiu a monarquia antigônida. Todas as desculpas eram válidas para esmagar a Macedônia. Uma simulação de liberdade subsistiu até 148 a.C., com quatro pequenas repúblicas. Finalmente, a Macedônia deixou-se levar pela tentativa vã do aventureiro Andrisco e acabou reduzida à condição de província romana , em 146 a.C.. Ironicamente, a Liga Aqueia, a grande adversária da Macedônia na Grécia, foi aniquilada em 146 a.C. pelos romanos, com a destruição de Corinto.
Os Selêucidas, que já tinham perdido a sua importância política por volta de 160 a.C., foram absorvidos por Roma em 64 a.C.. O golpe final deu-se em 129 a.C., quando Antíoco VII, na última tentativa selêucida de restauração, foi derrotado pelos Partas. O reino arrastou-se até 88 a.C., quando, finalmente, Tigranes da Arménia o anexou à Síria. O Estado Selêucida foi temporariamente restaurado pelos romanos, entre 69 a.C. e 64 a.C.. Pompeu não hesitou em suprimir este fantasma e Antíoco XIII foi assassinado por um obscuro chefe árabe.
Por último, os Ptolomeus do Egito foram derrotados na Batalha de Ácio em 31 a.C., e no ano seguinte o Egito transformou-se numa província romana. Antes disso, o cenário foi de um declínio atormentado por intrigas e conspirações dinásticas. Antônio perdeu e Augusto, o vencedor, aboliu a monarquia lágida, assassinando o jovem Ptolomeu XV Cesarião.
Paradoxalmente, no período final do mundo helenístico, foi um monarca helenizado de origem iraniana, Mitrídates VI do Ponto, que conduziu a última reação contra a avalanche romana. O seu fracasso heróico não serviu para impedir o inevitável.
Romanos e Partos partilharam o imenso território que foi o antigo império de Alexandre o grande.

## Ciência  helenística
Na medicina, destacaram-se Herófilo e Erasístrato, que viveram em Alexandria na primeira metade do século III a.C. Herófilo, considerado o fundador da anatomia, recusou-se a aceitar os dogmas estabelecidos, atribuindo maior importância à observação direta. Fez estudos importantes no campo da frenologia, tendo feito a distinção entre cérebro e cerebelo. Descreveu também o duodeno, o pâncreas e a próstata e descobriu o ritmo do pulso, apresentando lei matemática para a sístole e a diástole.
Na matemática, Euclides de Alexandria, autor de "Os Elementos", lançou nesta obra as bases da geometria como ciência. Apolónio de Perga estudou as seções cônicas. Mas o maior matemático foi Arquimedes de Siracusa (c.287 a.C.-212 a.C.) que inventou o cálculo integral e descobriu a lei da impulsão, tendo realizado também algumas invenções (planetário, bomba aspirante).
Na astronomia, Aristarco de Samos (c.310 a.C.-230 a.C.) defendeu que o Sol era o centro do sistema planetário (heliocentrismo), teoria que gerou polêmica na época e foi contestada por Arquimedes e Hiparco de Niceia. Este último foi responsável pela atribuição ao ano solar da duração de 365 dias, 5 horas, 55 minutos e 12 segundos, um cálculo errado apenas por 6 minutos e 26 segundos. Eratóstenes de Cirene (c.275 a.C.-194 a.C.) descreveu a Via Láctea e organizou a geografia como ciência.

## Arte

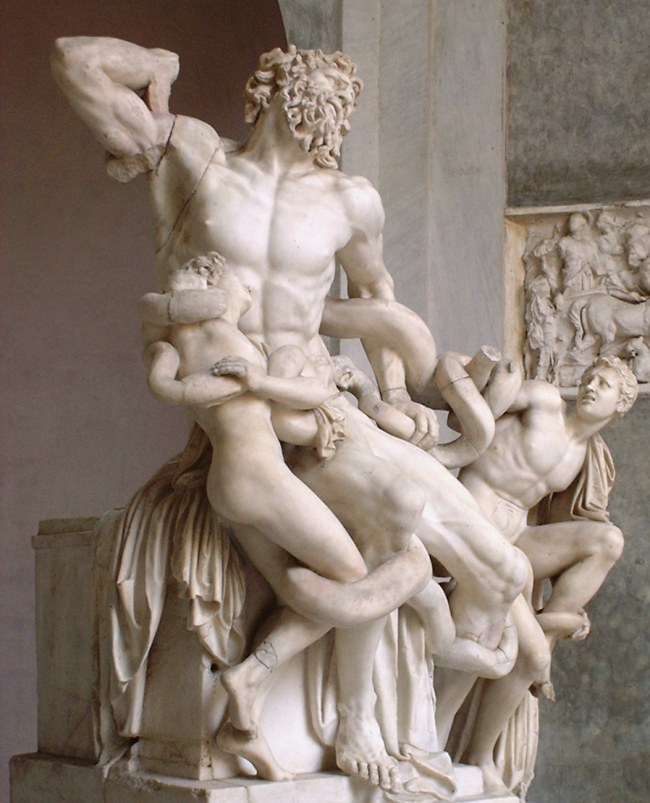
Laocoonte, escultura em mármore, nos Museus Vaticanos.

A arte helenística encontrava-se ao serviço dos soberanos e das classes sociais mais ricas, apresentando inovações técnicas e temáticas.
Na arquitectura, se detectou uma influência oriental, presente no aparecimento do arco e da abóbada. Vulgarizou-se o uso do capitel coríntio (templo de Zeus Olímpico em Atenas). Os grandes edifícios da era são de natureza secular (teatros, estádios).
Pérgamo foi um dos principais centros de produção escultórica. O patético e o teatral estão patentes em obras como Laocoonte, ao mesmo tempo que se nota um revivalismo do idealismo clássico (Vénus de Milo, Vitória de Samotrácia). Como novidade surge a representação da infância, da velhice, da dor, da ira, das diferenças raciais. Outro aspecto explorado nesta era foi a representação de alegorias, como a Tyche de Eutíquides, personificação da cidade síria de Antioquia.
A pintura perdeu-se quase na totalidade, sendo apenas certo que neste período começa a representar-se as paisagens.

## Filosofia
Para a filosofia, contudo, o helenismo marcou o surgimento de um novo período: a filosofia helenística (cujo início é, tradicionalmente, associado à morte de Alexandre, em 323 a.C., prolongando-se até o surgimento de Plotino, no século III da nossa era).
As principais escolas filosóficas deste período são:
- Estoicismo
- Epicurismo
- Ceticismo
- Cinismo

É nesse período do pensamento ocidental que a filosofia se expande da Grécia para outros centros como Roma e Alexandria.

## Literatura
Parte considerável da literatura do período helenístico perdeu-se, restando poucos fragmentos de obras.
Na poesia, destacaram-se dois nomes: Calímaco (c.305-c.240 a.C.), autor de hinos, epigramas e de dois poemas épicos (Hécale e Aitia), e Teócrito (c.300 a.C.-206 a.C.), criador do gênero pastoril (idílios).
No teatro, surgiu a Comédia Nova, que retratava as paixões dos cidadãos comuns, fazendo uma crítica aos costumes. O principal representante desta nova tendência da comédia grega foi Menandro.